# Facsímil

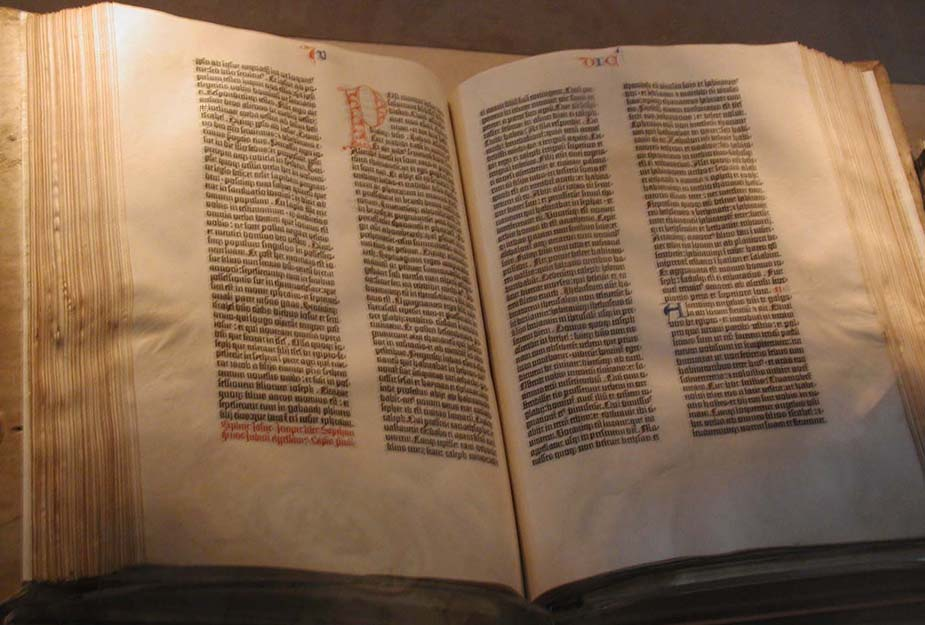
Facsímil de la Biblia de Gutenberg expuesto en la Biblioteca del Congreso de Estados Unidos

Un facsímil o facsímile (del latín fac simile, ‘haz semejante’) es una copia o reproducción casi idéntica de un documento firma.

## Lugares donde se usan los facsímiles
Los facsímiles suelen aplicarse como medida de seguridad en museos y bibliotecas para permitir que los usuarios tengan acceso a una copia exacta del documento original sin arriesgarse a que este sea robado o se deteriore con el tiempo. La mayoría de bibliotecas nacionales ponen a disposición del público facsímiles de sus documentos más valiosos quedando los originales reservados para usuarios que soliciten expresamente una autorización.

## El facsímil en España
En España existen varios editores que alcanzan altas cotas de calidad en sus facsímiles, entre ellos destacan Eikon Editores (Madrid, 2003), Vincent García Editores (Valencia, 1974), Romano Aspas (Madrid) Testimonio Compañía Editorial (Torrejón de Ardoz, 1982), Mintzoa (Pamplona, 1984), M. Moleiro Editor (Barcelona, 1991) o Siloé (Burgos, 1997).
Las obras manuscritas anteriores al uso del papel y la imprenta, utilizaban como soporte el pergamino. El pergamino aporta unas características inimitables. La editorial Scriptorium elabora facsímiles sobre pergamino natural, de esta época, siendo reproducciones que destacan sobre las copias en papel por las características de este soporte de impresión.